# What Happened to Jones
Pour le film de 1926, voir Les Mésaventures de Jones.
Pour plus de détails, voir Fiche technique et Distribution.
What Happened to Jones est un film muet américain réalisé par James Cruze et sorti en 1920.

## Synopsis
Répondant aux appels de son ami Bobbie Brown, Jimmie Jones remplit sa malle d'alcool pour lui apporter et monte dans un train. À son arrivée, Jones découvre que sa cargaison a été volée pendant le transport et, alors qu'il tente de reconstituer ses approvisionnements en négociant avec le contrebandier local, il est repéré par le shérif. Pour échapper à son arrestation, Jones se fait passer pour le réformateur Anthony Goodley, mais sa ruse est déjouée lorsque des fauteurs de troubles décident de perturber sa conférence sur les méfaits du tabac.

## Fiche technique
- Réalisation : James Cruze
- Scénario : Elmer Harris d'après la pièce de théâtre de 1897 What Happened to Jones de George Broadhurst[2].
- Production : Adolph Zukor, Jesse Lasky
- Photographie : H. Kinley Martin
- Genre : Comédie[1]
- Distributeur : Paramount Pictures/Artcraft
- Durée : 5 bobines
- Date de sortie 
  - États-Unis : 15 août 1920

## Distribution
- Bryant Washburn : Jimmie Jones
- Margaret Loomis : Cissy Smith
- J. Maurice Foster : Bobbie Brown
- Frank Jonasson : Anthony Goodley
- Lillian Leighton : Matilda Brown
- Caroline Rankin : Alvina Smith
- Richard Cummings : Green